# تفاله معدنی

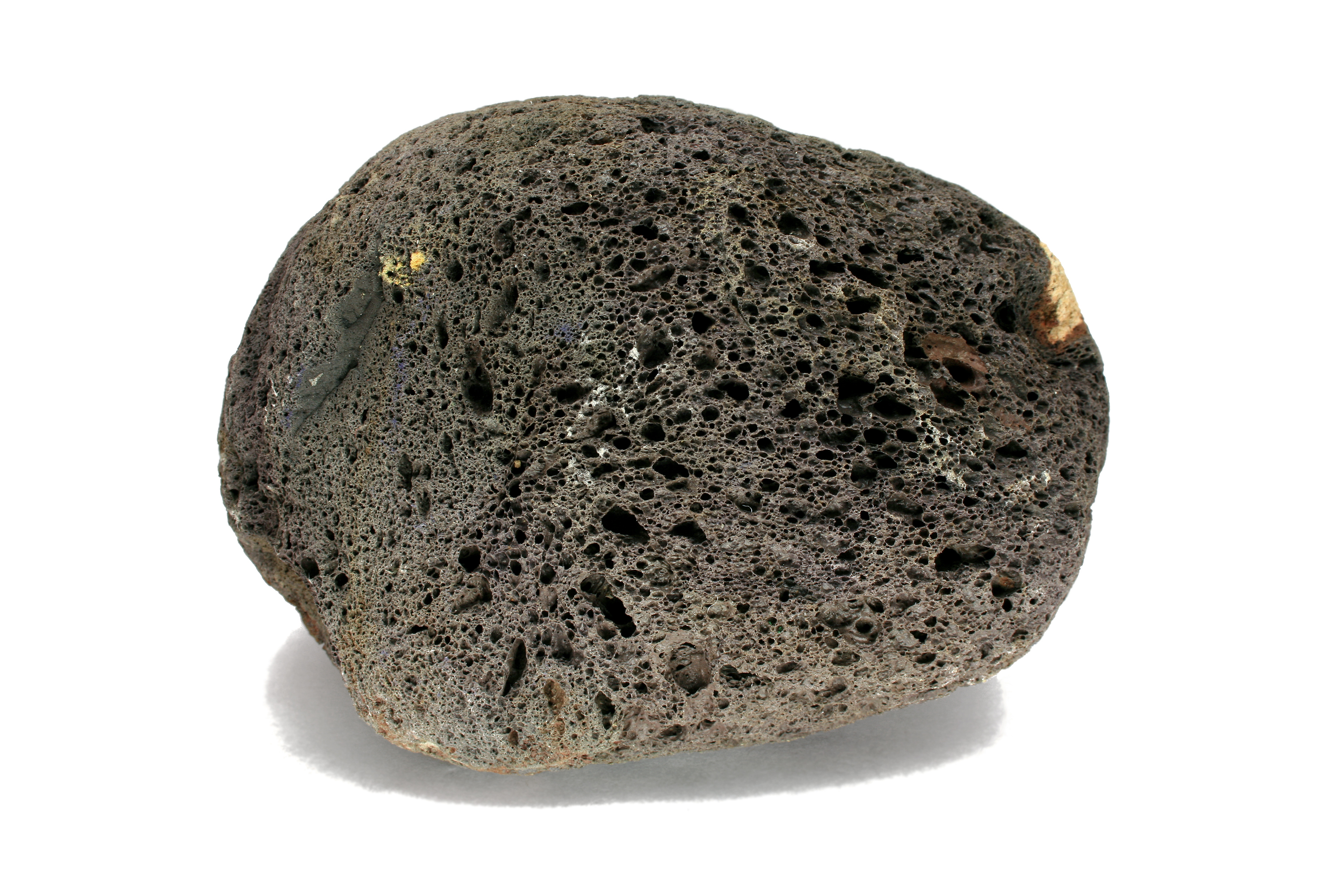
تفالهٔ معدنی

تفالهٔ معدنی یا اسکوری (به انگلیسی: Scoria) نوعی سنگ آذرین سنگین، شیشه‌ای و تیره‌رنگ است. تفالهٔ معدنی دارای ریزکیسه‌های بسیار است.

## نگارخانه

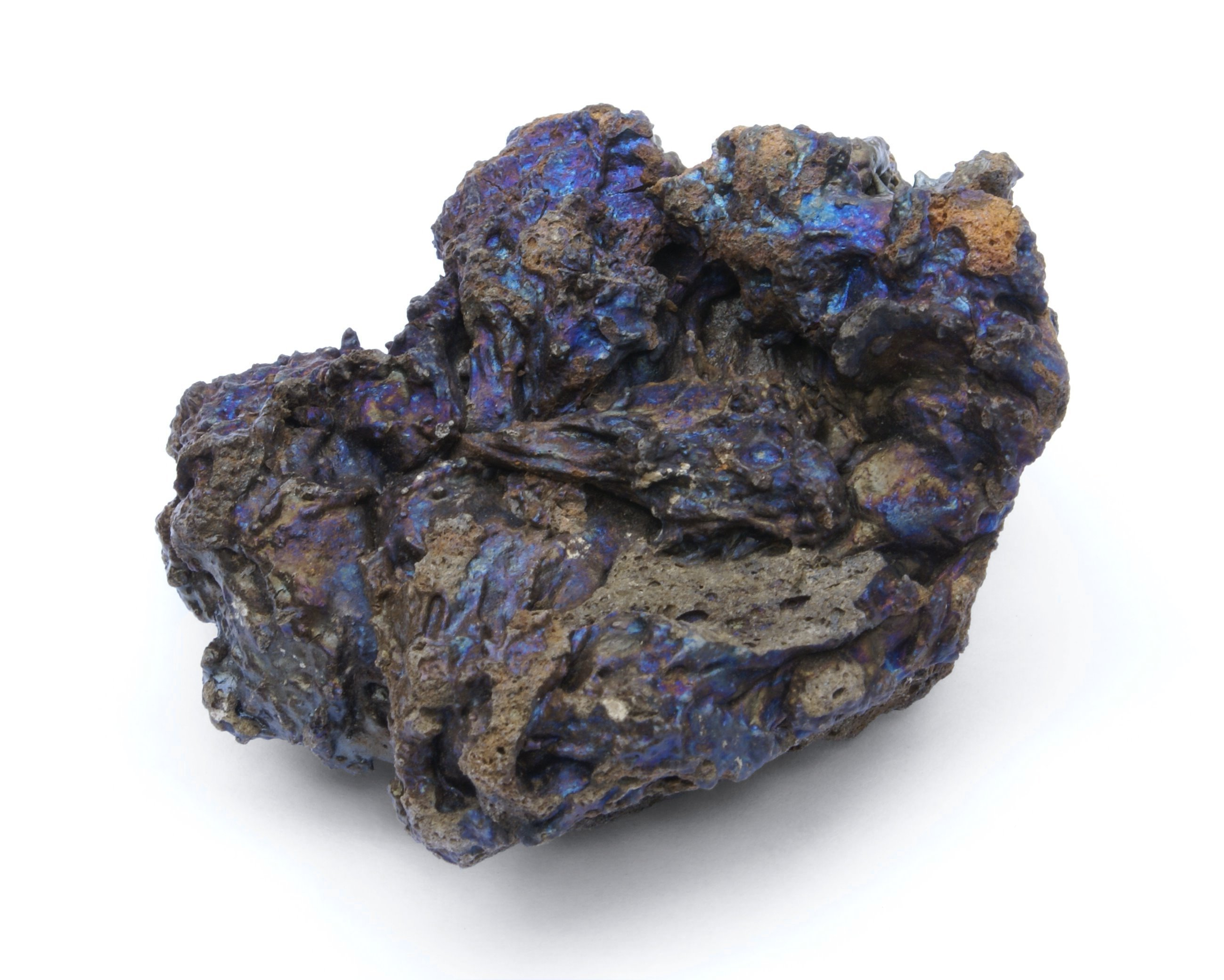
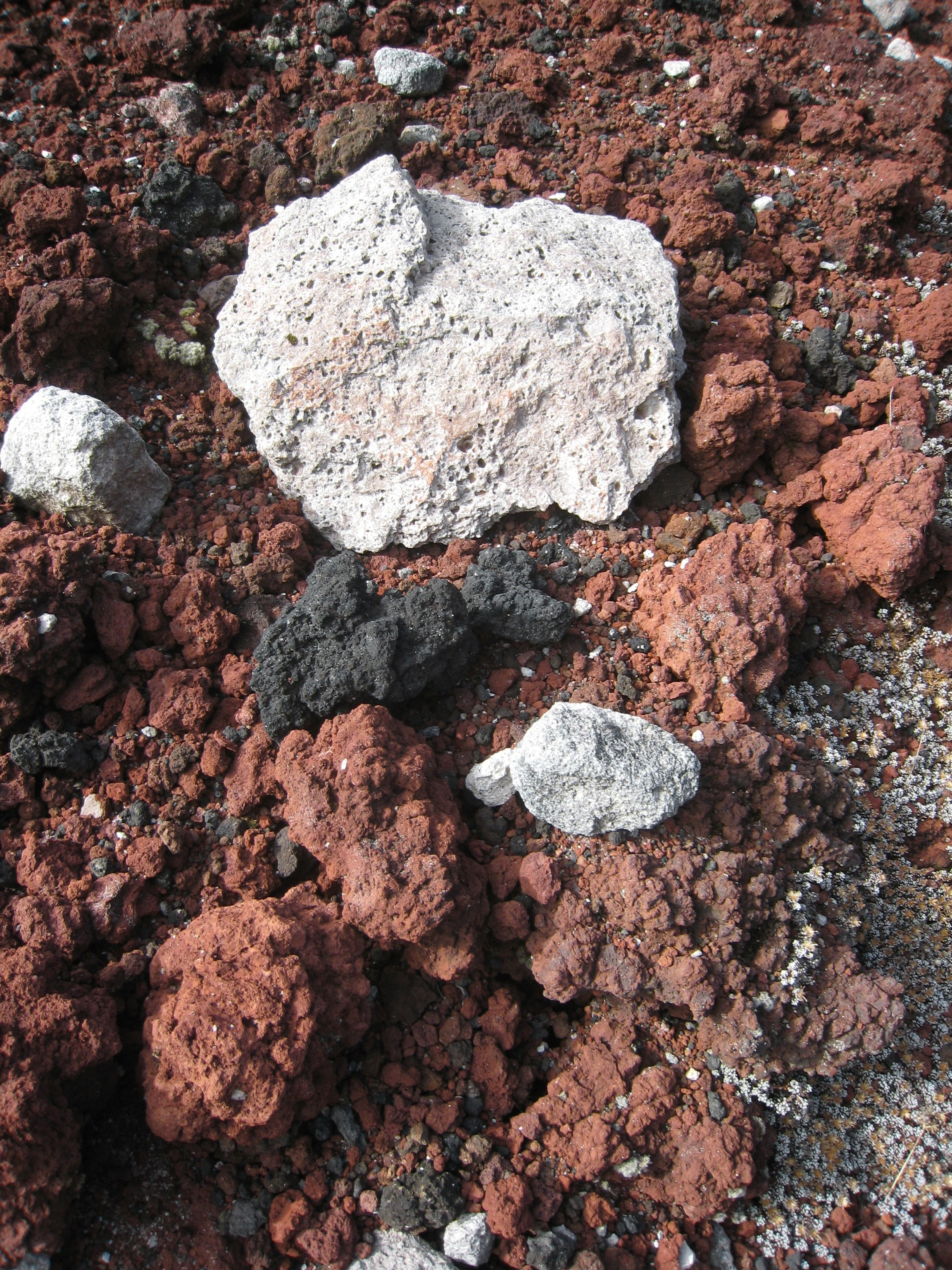
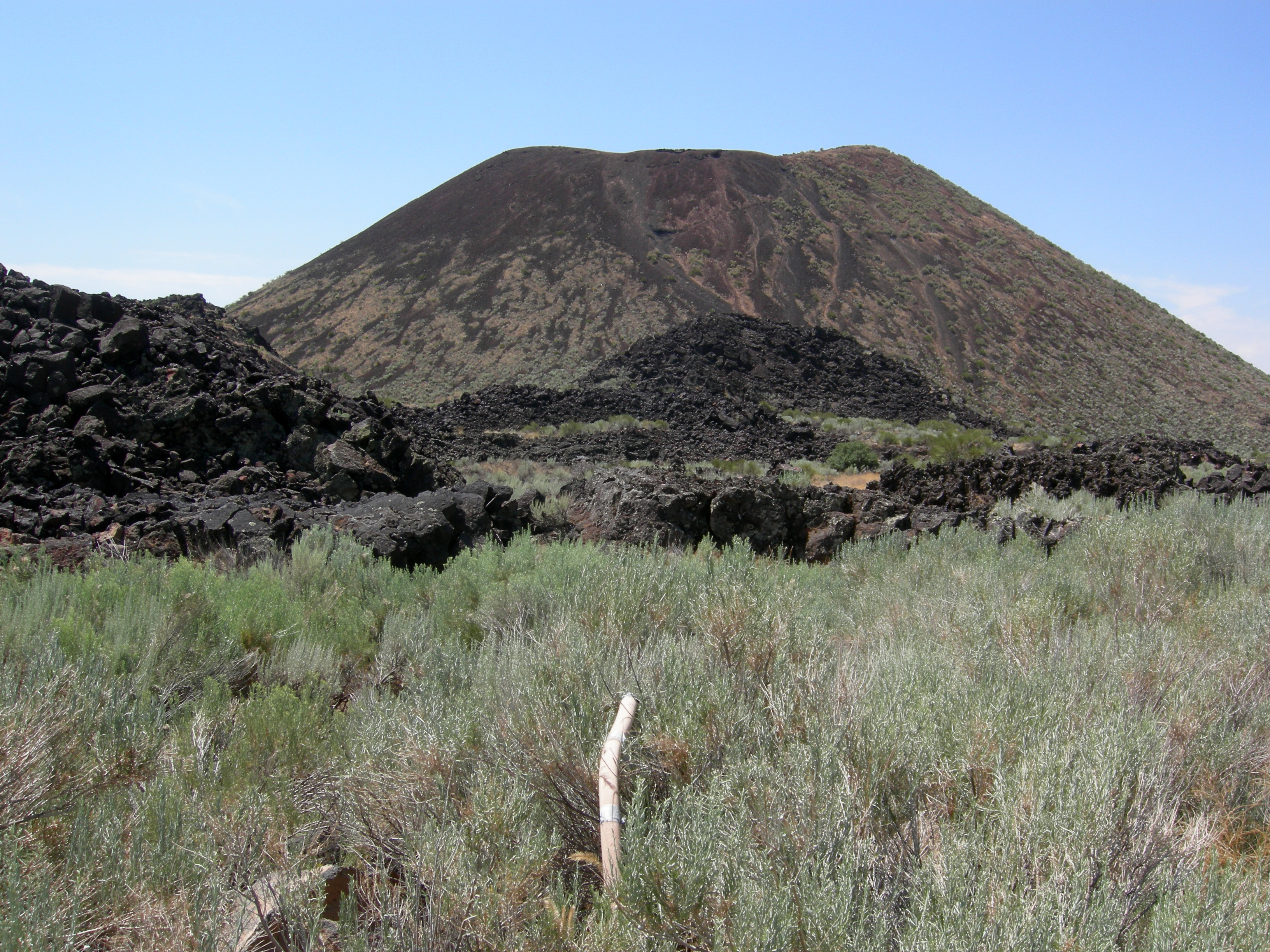
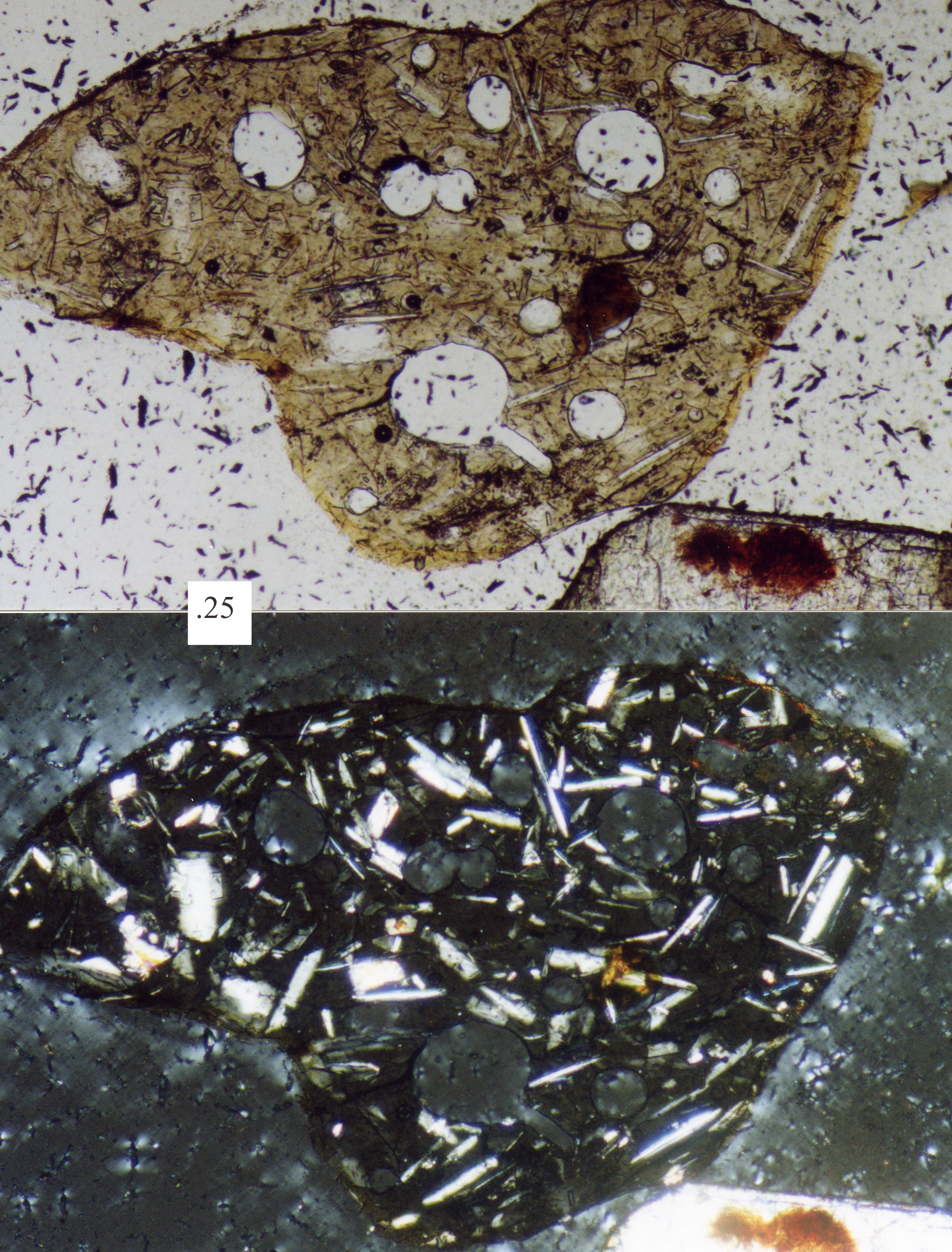